# 巴克刀具
巴克刀具（英语：Buck Knives）是一家成立于美国加利福尼亚州圣迭戈的刀具制造商，总部现位于爱达荷州的波斯特福尔斯。从1902年成立至今，公司经历了巴克家族5代人的运营。巴克主要生产户外刀具，因发明了“折叠猎刀”而广为人知，以至于“巴克刀”已经成为背锁折叠刀的代名词。

## 公司历史
创始人霍伊特·H·巴克于1899年10岁时成为堪萨斯州的铁匠学徒。在13岁的时候（1902年）学会了锻造刀具并研发出一种用于犁头和其他工具的热处理钢的方法，使其更持刃。
霍伊特于1907年离开堪萨斯，前往美国西北部，并最终加入了美国海军。他在1902年在爱达荷州制作了他的第一把刀，每把刀都是使用磨损的锉刀刃作为原材料手工制作的。收藏家们将这些早期的刀称为“四击刀”，因为BUCK中的每个字母都用一个字母印刻。
当美国卷入二战时，政府向公众请求捐赠直刃刀用于武装部队。在得知士兵们没有足够的刀具后，霍伊特·巴克购买了一座铁砧、锻锤和磨床，并在他教堂的地下室设立了一个铁匠店。霍伊特后来解释说：“我可能没有刀子提供，但我知道如何制作它们。”
二战结束后，霍伊特和他的儿子艾尔于1947年搬到圣迭戈，并成立了“H.H.巴克与儿子”公司。这些早期的刀是手工制作的，比一般的大规模生产刀更昂贵。霍伊特·巴克在他于1949年去世之前，每周制作25把刀。在1950年代，该公司开始大规模生产并通过经销商进行营销，而不是直接邮寄。

## 部分产品

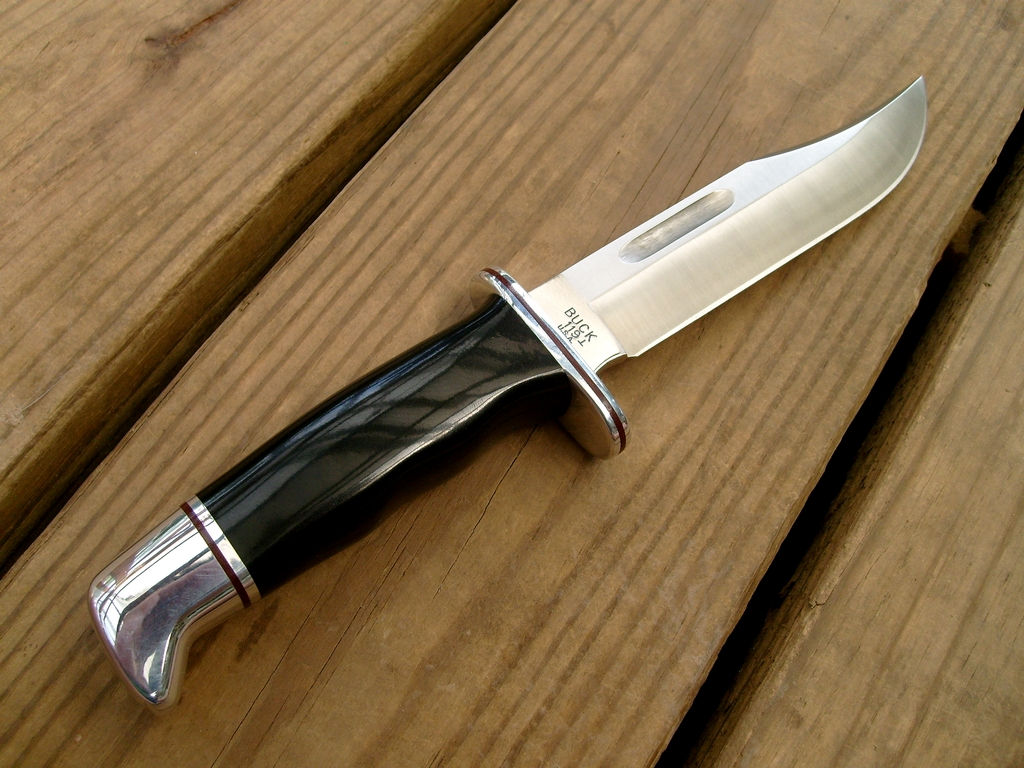
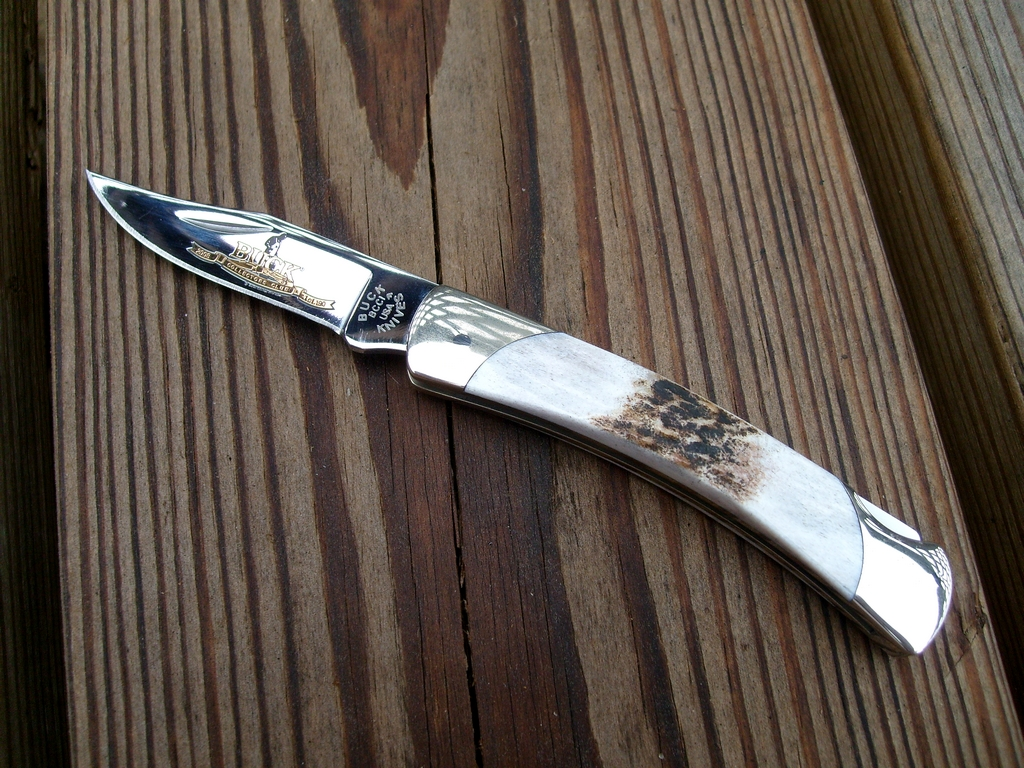
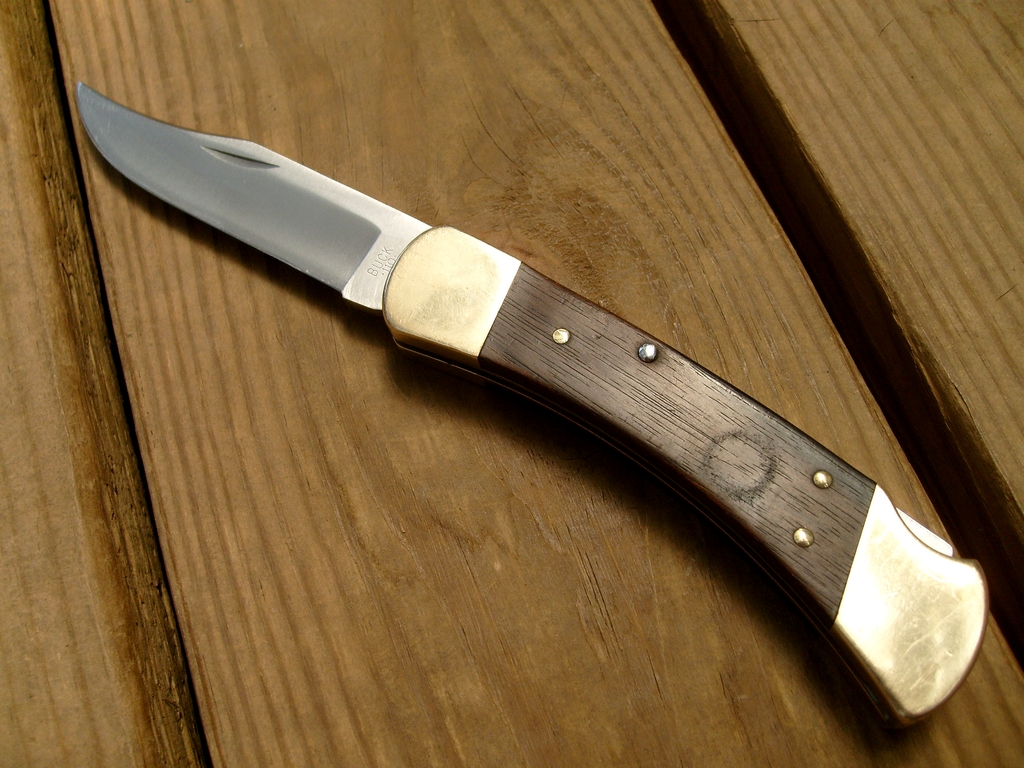
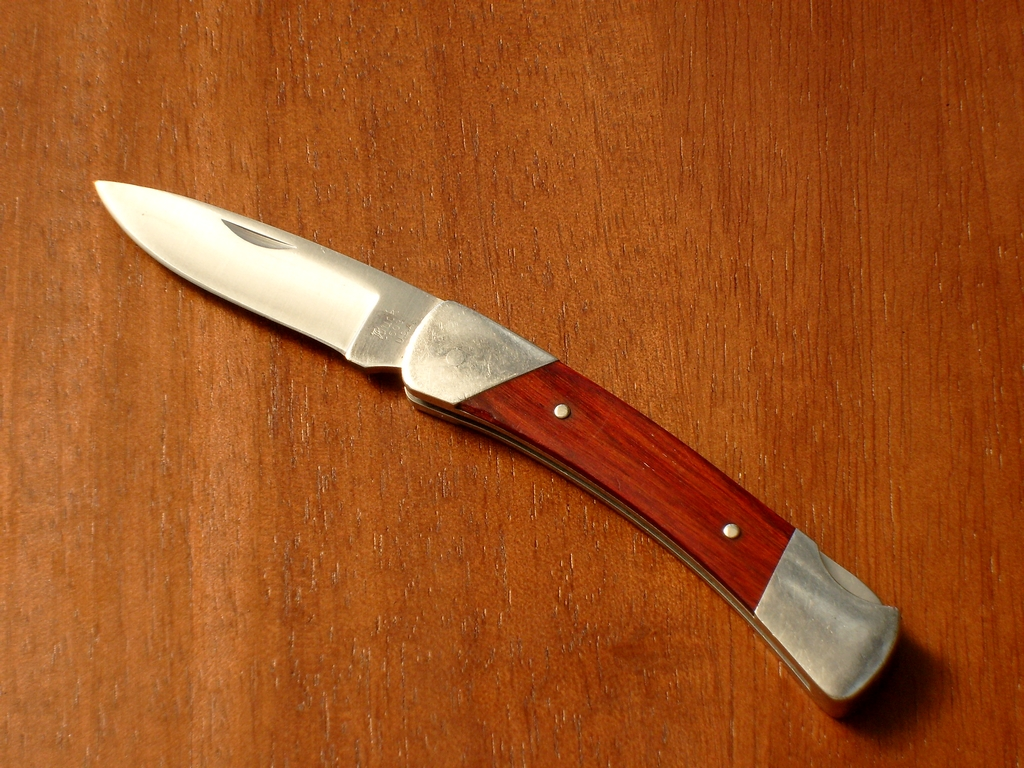
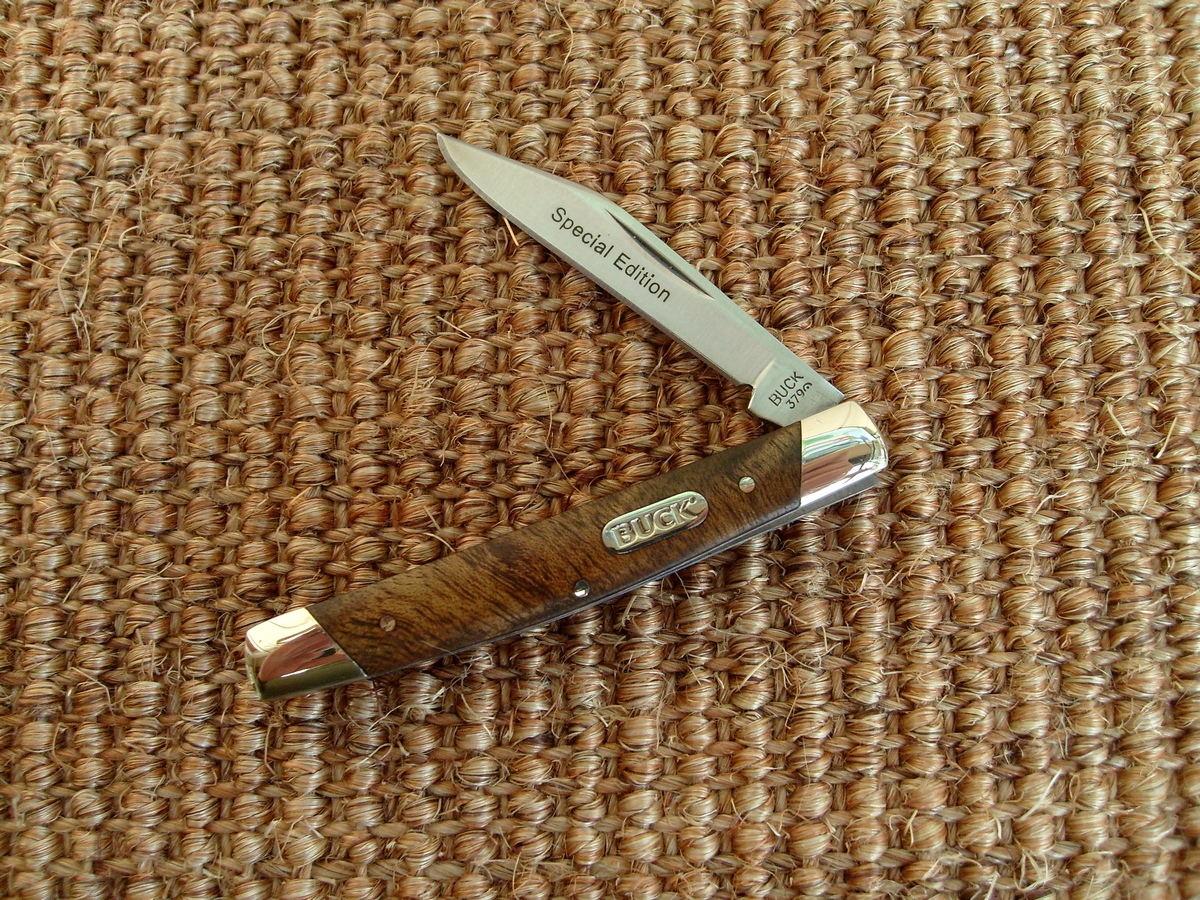
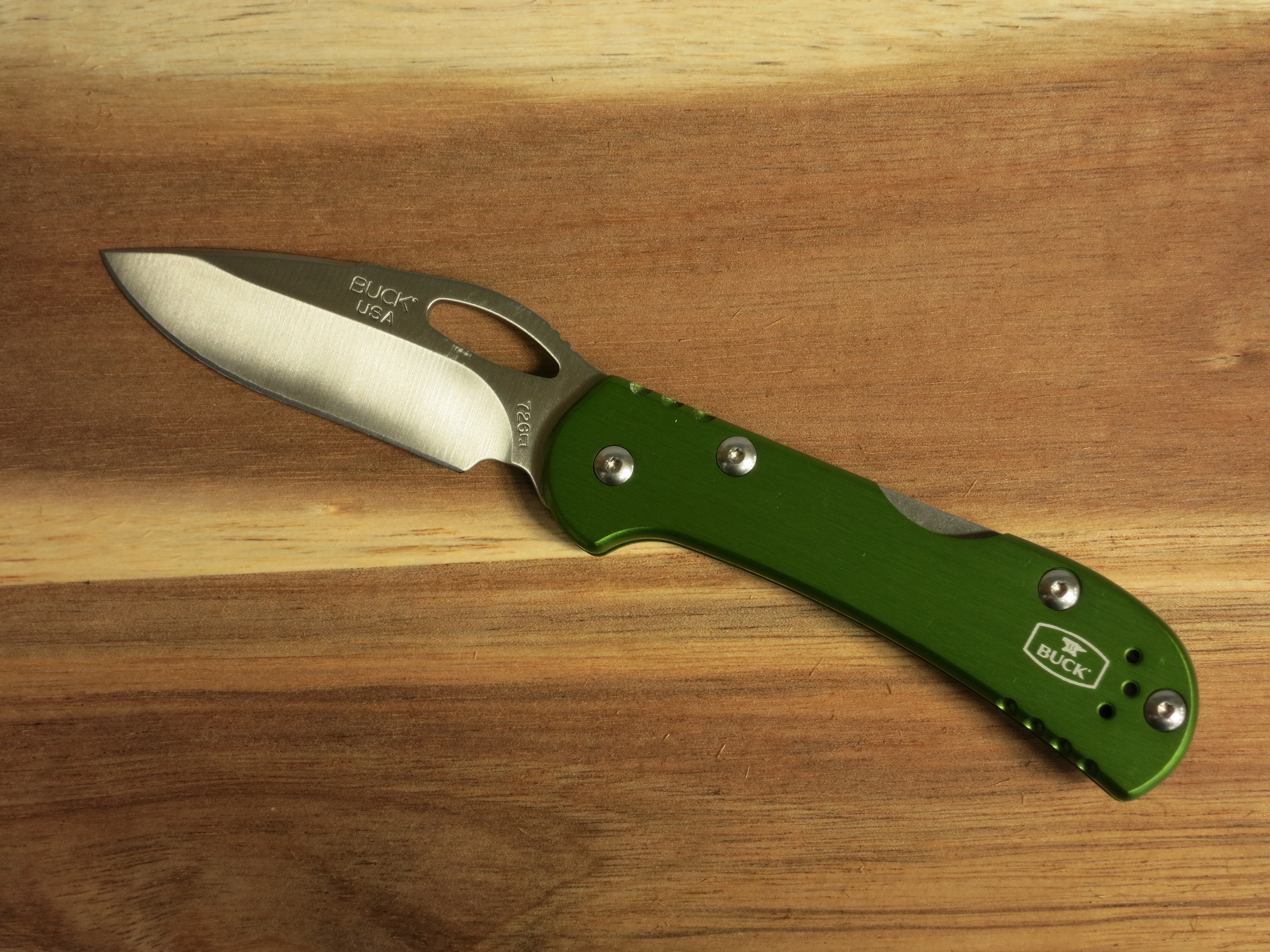
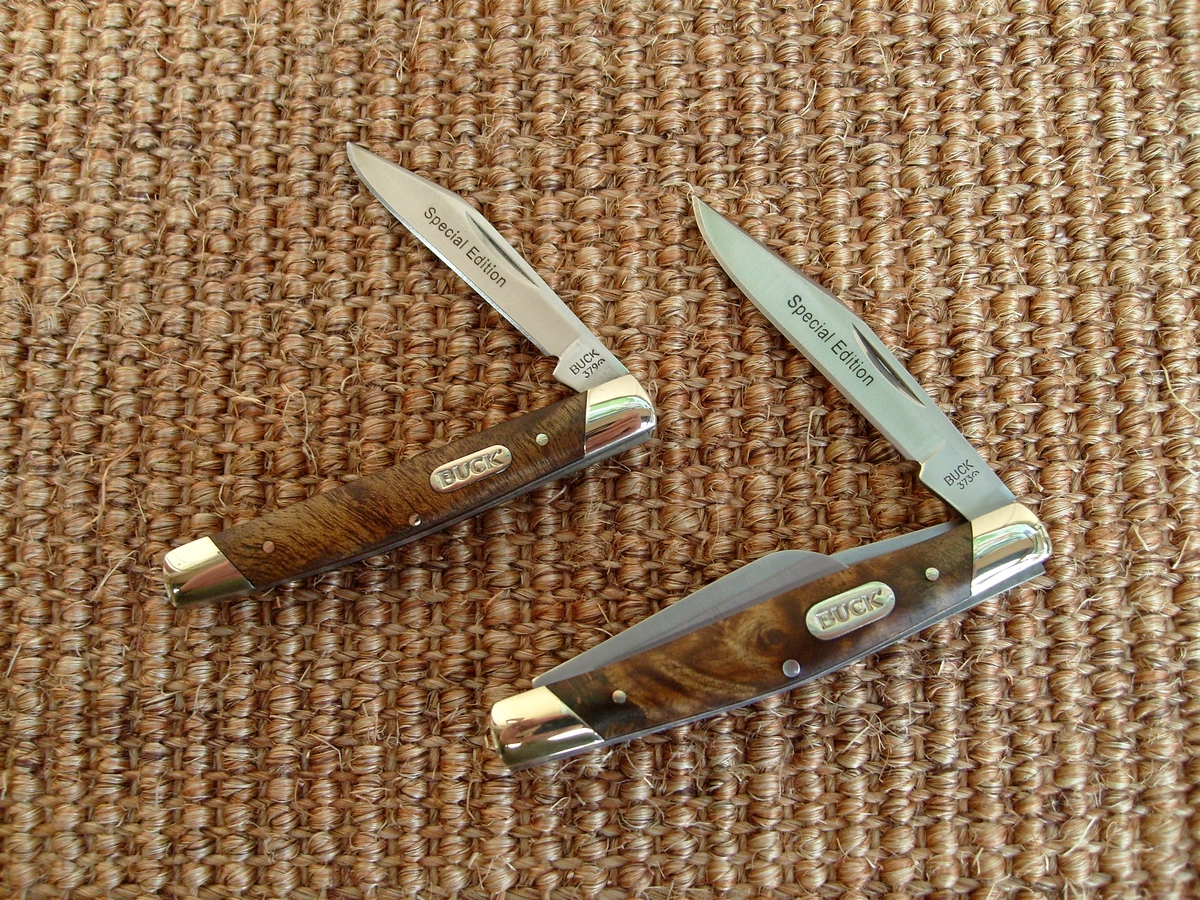